# Districte de Deggendorf
El districte de Deggendorf, en alemany Landkreis Deggendorf, és un districte rural (Landkreis), una divisió administrativa d'Alemanya, situat a l'est de la regió administrativa de la Baixa Baviera a l'estat federat de l'Estat Lliure de Baviera (Freistaat Bayern). Limita al nord i en sentit horari amb el districte de Regen, Freyung-Grafenau, Passau, Rottal-Inn, Dingolfing-Landau i Straubing-Bogen. Compta amb una població de 118.741 habitants (2017).

## Història
El districte va ser establert el 1936. Els canvis menors de les fronteres es van produir el 1972 i van conduir a la forma actual del districte.

## Geografia
El riu Danubi travessa el districte d'oest a est, dividint-lo en dues regions desiguals. Al nord del Danubi el bosc bavarès s'eleva abruptament. Al sud hi ha un paisatge relativament pla. El riu Isar entra al districte al sud i coneix el Danubi prop de la ciutat de Deggendorf. El Einödriegel (1.220 m) és el punt més alt del districte.

## Escut d'armes
| Escut d'armes | L'àguila doble era el símbol del monestir de Metten, que va ser la primera posició avançada cristiana de la regió. La línia blava representa el riu Danubi, els turons verds simbolitzen el bosc bavarès. |

## Ciutats i municipis

Ciutats i municipis al Landkreis Deggendorf

| Ciutats                                  | Municipis | |
| ---------------------------------------- | --- | --- |
| 1. Deggendorf 2. Osterhofen 3. Plattling | 1. Aholming 2. Auerbach 3. Außernzell 4. Bernried 5. Buchhofen 6. Grafling 7. Grattersdorf 8. Hengersberg 9. Hunding 10. Iggensbach 11. Künzing | 1. Lalling 2. Metten 3. Moos 4. Niederalteich 5. Oberpöring 6. Offenberg 7. Otzing 8. Schaufling 9. Schöllnach 10. Stephansposching 11. Wallerfing 12. Winzer |